# Fredrikstad
Fredrikstad é uma comuna (município) da Noruega, com 290 km² de área e 79 457 habitantes (janeiro de 2016), localizada no condado de Viken, no sudeste norueguês, entre a capital Oslo e a fronteira com a Suécia. É a sexta maior cidade do país em número de habitantes.         
A cidade de Fredrikstad foi fundada em 1567 pelo rei Frederick II, e oficializada como município em 1838. Em 1964, o município rural de Glemmen uniu-se a Fredrikstad e, em 1994, uniram-se também os municípios de Borge, Onsøy, Kråkerøy e Rolvsøy.         

## História
Junto com a cidade vizinha Sarpsborg (ambas às margens do rio Glomma, distantes cerca de 15 km entre si), formam a 5ª maior região metropolitana do país, com 128 916 habitantes.
Fredrikstad foi construída mais a jusante no rio Glomma em substituição ao incêndio que destruiu Sarpsborg durante a guerra com a Suécia. Porém, cerca de metade da populacão permaneceu em Sarpsborg e reconstruiu a cidade nos moldes originais ao longo dos anos.

O centro atual da cidade de Fredrikstad desenvolveu-se a oeste do Glomma, enquanto o centro original, a leste, é considerado o mais bem conservado sítio histórico fortificado do Norte da Europa, sendo local de turistico e sede de inúmeros eventos festivos durante todo o ano.

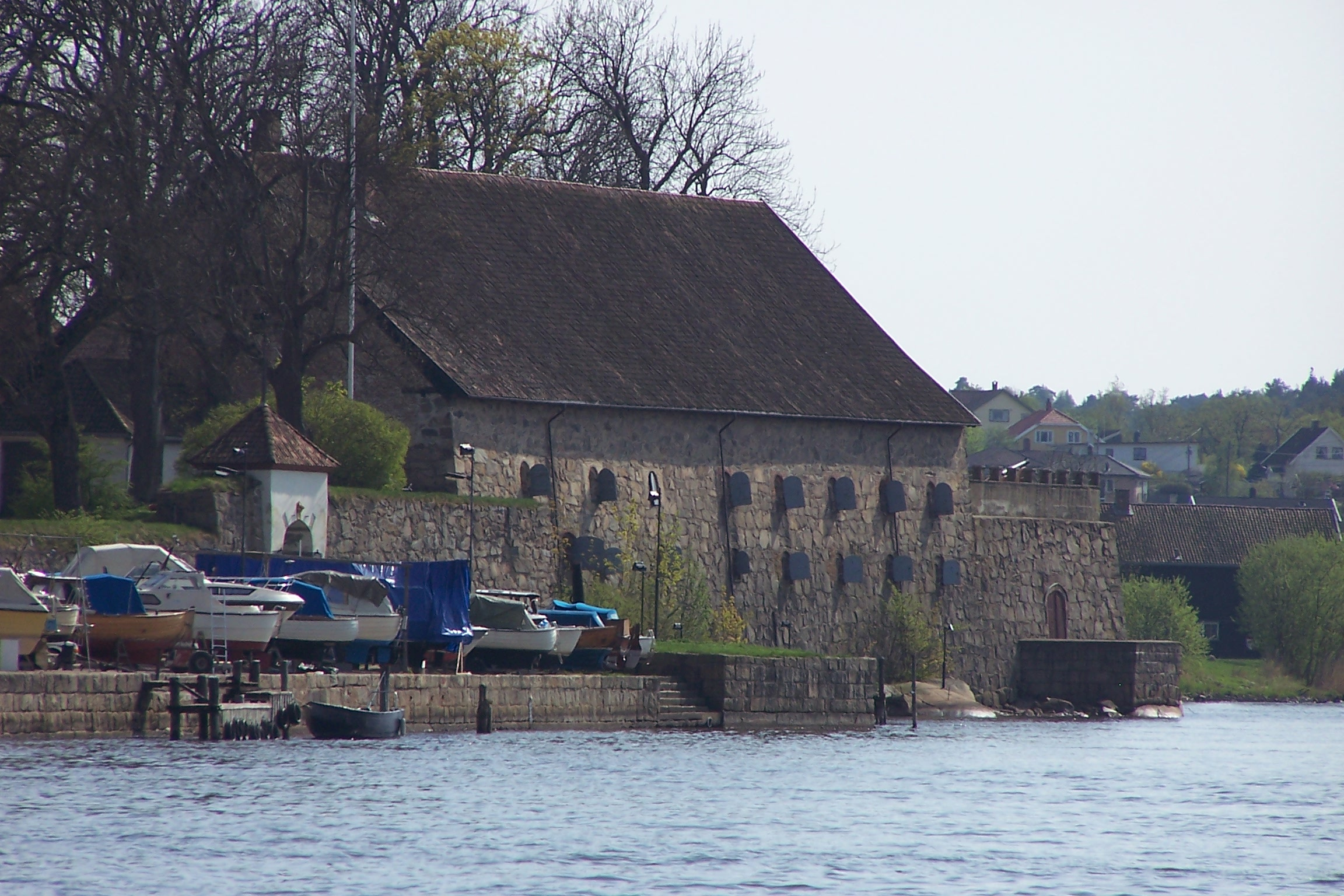
Fachada para o rio do centro histórico antigo de Fredrikstad (Gamlebyen)

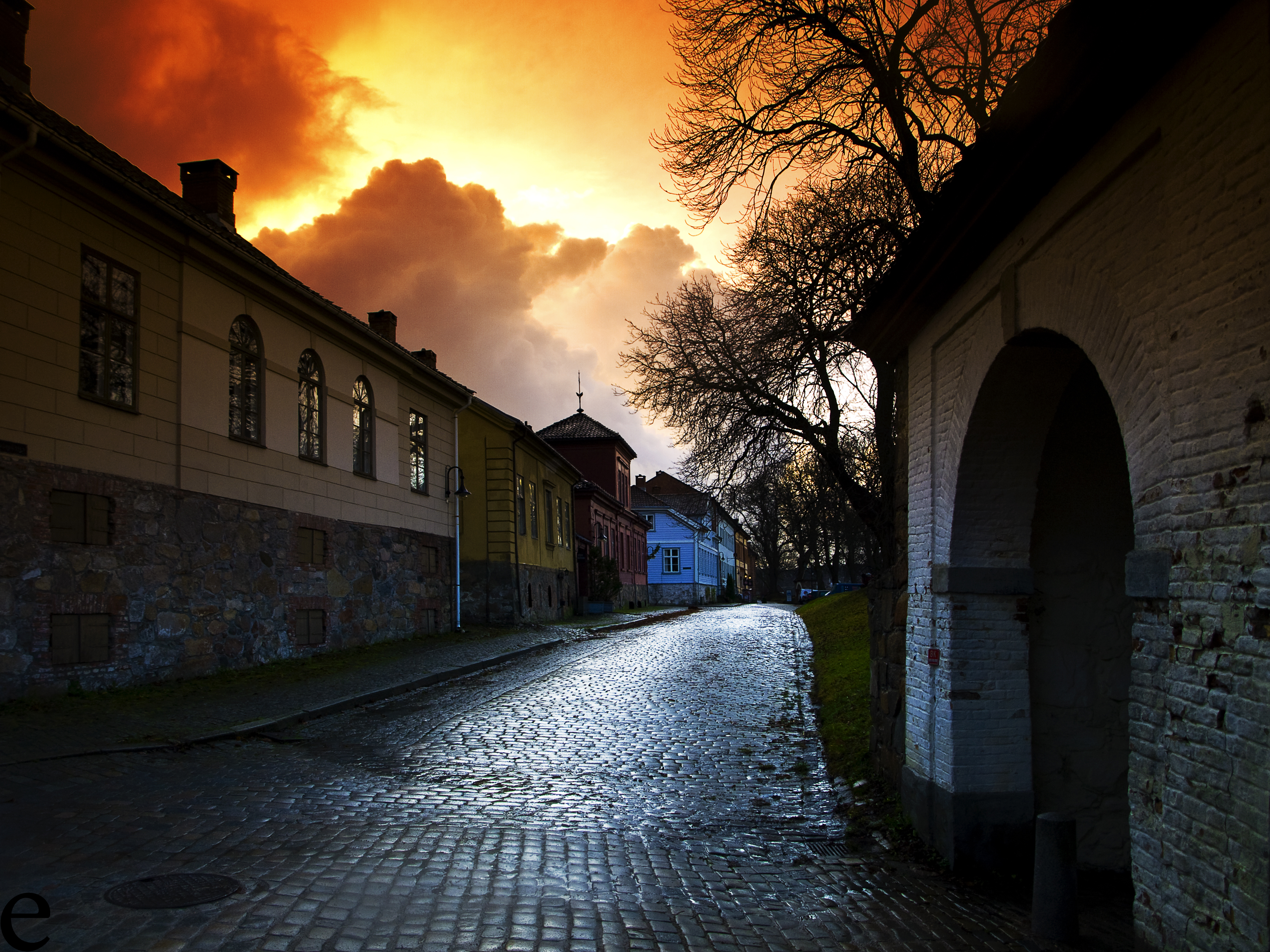
Ruas do centro histórico (Gamlebyen)

## Transporte
A Fredrikstad stasjon (estação de Fredrikstad) conecta a cidade à malha ferroviária da rede estatal NSB, pela linha R20, com viagens diárias em diversos horários para:
- Oslo (1h)
- aeroporto de Oslo/Gardemoen (2h); 
- Gotemburgo, na Suécia (2,5h);
- Estocolmo, na Suécia (6h);
- Copenhaga, na Dinamarca (6,5h).

## Geografia e clima
Fredrikstad é atravessada e abriga a foz do rio Glomma, o maior rio de toda a Escandinávia, possuindo ilhas e urbanizacão em ambas as margens.
Fredrikstad está localizada a leste do fiorde de Oslo, cerca de 100 km a sul da capital. Por encontrar-se na foz do rio Glomma com o oceano, a cidade situa-se sobretudo ao nível do mar, e seu ponto mais alto fica em Østento, a 119 metros de altura.
O clima em Fredrikstad é mais ameno e ensolarado que em Oslo.
| Médias em Fredrikstad | Jan  | Fev  | Mar | Abr | Mai  | Jun  | Jul  | Ago  | Set  | Out | Nov | Dez  | Anual |
| --------------------- | ---- | ---- | --- | --- | ---- | ---- | ---- | ---- | ---- | --- | --- | ---- | ----- |
| Temperatura (°C)      | −3,1 | −3,1 | 0,2 | 4,9 | 10,6 | 14,8 | 16,7 | 15,7 | 11,7 | 7,5 | 2,3 | −1,1 | 6,4   |
| Preciptacão (mm)      | 60   | 45   | 55  | 40  | 55   | 65   | 70   | 85   | 90   | 105 | 90  | 65   | 825   |

## Educacão

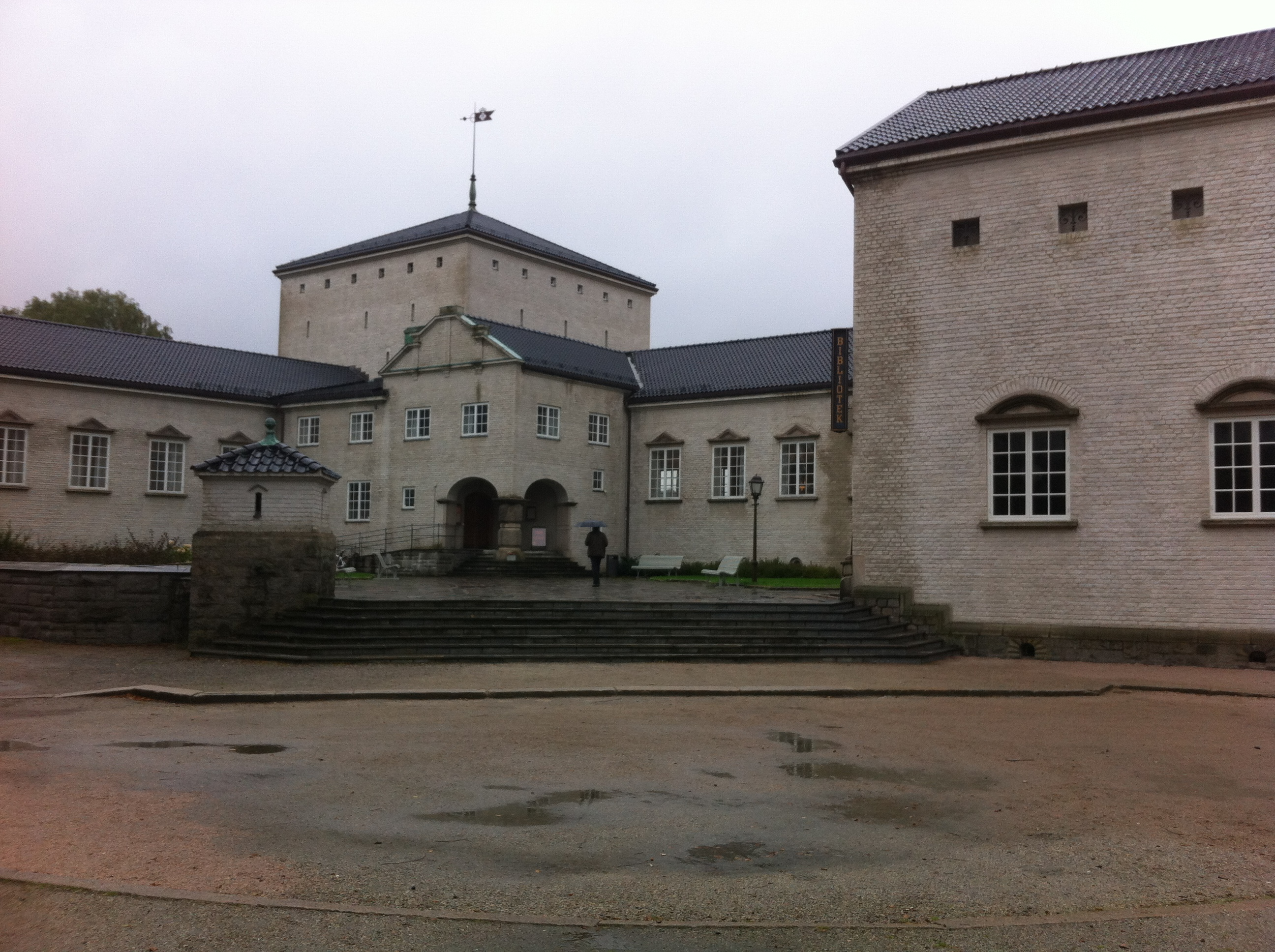
Biblioteca Municipal de Frederikstad

Fredrikstad tem três escolas de ensino médio. Frederik II escola secundária, com estudos gerais e estudos financeiros e administrativos. Frederik II do ensino médio surgiu da fusão das antigas Frydenberg e Christian Lund Handelsgymnasium. Glemmen oferece formação profissional / estudo. Wang Toppidrett Fredrikstad oferece esportes, ciência, línguas, ciências sociais e economia. Além disso, encontra-se Steiner, que é uma alternativa de ensino privado para a escola primária mais elevada etapa.
Østfold Universidade  oferece ensino superior (estudos de mestrado e bacharelado) na Academia de Artes, Faculdade de Saúde e Assistência Social e da Faculdade de Engenharia da Kråkerøy. Aqui também encontramos Østfold College, que oferece cursos profissionalizantes de curta duração desenvolvidas a partir de uma embarcação / jornaleiro, autorização ou, pelo menos, cinco anos de experiência em ciências técnicas e de ciências da saúde / social.
Além disso, o Departamento de Jornalismo tem a sua sede em Fredrikstad. O departamento oferece educação continuada principalmente de jornalistas e editores.